# Bus sniffing
Bus sniffing ou Bus snooping é uma técnica utilizada em multiprocessadores e sistemas de memória compartilhada distribuída para realizar coerência de cache. Apesar de haver uma memória principal, há vários caches, um por processador, e a menos que tome-se providências para bloquear-se, o mesmo local de memória pode ser carregado em dois caches e ser atribuído dois valores diferentes. Para impedir isto, todo controlador de cache monitora o barramento, escutando por broadcasts que possam causá-lo para invalidar sua linha de cache.
Um cache contendo um controlador de coerência (snooper) é chamado de cache snoopy. Este esquema foi introduzido por Ravishankar e Goodman em 1983.